# Hydrocotyle modesta
Hydrocotyle modesta är en växtart i släktet Hydrocotyle och familjen araliaväxter.
Arten är en perenn ört som förekommer i södra Sydamerika. Den beskrevs av Adelbert von Chamisso och Diederich Franz Leonhard von Schlechtendal 1826.